# 艾琳·达什代伦
艾琳·达什代伦（土耳其語：Aylin Daşdelen，1982年1月1日—），土耳其女子举重运动员。她曾代表土耳其参加世界举重锦标赛，获得二枚银牌和一枚铜牌。她也曾参加2004年和2012年夏季奥运会。